# Геологоразведочные работы
Гео̀логоразве́дочные рабо́ты — комплекс различных специальных геологических и других работ, производимых с целью поиска, обнаружения и подготовки к промышленному освоению месторождений полезных ископаемых. Геолого-разведочные работы включают изучение закономерностей размещения, условий образования, особенностей строения, вещественного состава месторождений полезных ископаемых с целью их прогнозирования, поисков, установления условий залегания, предварительной и детальной разведки, геолого-экономической оценки и подготовки к промышленному освоению.

## Цели и задачи геологоразведочных работ
Общей целью геологоразведочных работ является научно обоснованное, планомерное и экономически эффективное обеспечение добывающей промышленности разведанными запасами полезных ископаемых, изучение способов их полной, комплексной и экономически рациональной выемки в процессе эксплуатации месторождений с учётом охраны окружающей среды. Геологические службы, геологические организации также оказывают услуги по изучению недр для строительства и эксплуатации подземных сооружений, для нужд сельского хозяйства. Инженерно-геологическое изучение отдельных районов, территорий также необходимо для подготовки подземного захоронения вредных веществ и отходов производства, сброса сточных вод и решения других вопросов.
Геологоразведочные работы предполагают комплексное ведение работ, то есть наряду с поисками и разведкой месторождений полезных ископаемых также изучаются все сопутствующие минеральные компоненты, выясняются возможности их утилизации, выполняются гидрогеологические, горнотехнические, инженерно-геологические и другие исследования, изучаются природно-климатические, географо-экономические, социально-экономические, геолого-экономические условия освоения месторождений.

## Содержание геологоразведочных работ
В состав геологоразведочных работ входят:
- Региональные и крупномасштабные виды съёмок: геологическая, топографическая, геодезическая, геофизическая, геохимическая, аэрофотосъёмка, космическая и другие;
- Различные виды поисковых, геологоразведочных, гидрогеологических и инженерно-геологических работ, аналитико-минералого-технологические, геолого-экономические, научно-тематические и другие исследования.

В зависимости от целей процесс геологического изучения недр подразделяется на 3 этапа и 5 стадий:
Этап I. Работы общегеологического и минералогического назначения
Стадия 1. Региональное геологическое изучение недр и прогнозирование полезных ископаемых.
Этап II. Поиски и оценка месторождений
Стадия 2. Поисковые работы.
Стадия 3. Оценочные работы.
Этап III. Разведка и освоение месторождения
Стадия 4. Разведка месторождения.
Стадия 5. Эксплуатационная разведка.
Раньше работы проводились в 6 стадий:
1. Первая стадия включала региональные геолого-съёмочные и геофизические работы. По их результатам выделялись перспективные на обнаружение полезных ископаемых крупные структуры, толщи и площади, рекомендуемые для постановки специализированных поисковых работ.
2. Вторая стадия геологоразведочных работ — непосредственно поиски месторождений — была направлена на обнаружение месторождений определённых видов полезных ископаемых. Поиск месторождений выполнялся в три этапа:
  - Общие поиски с целью выявления площадей и участков, потенциально перспективных на нахождение месторождений полезных ископаемых;
  - Детальные поиски на площадях, где были обнаружены перспективные проявления полезных ископаемых или вероятность их открытия получила достаточное геологическое обоснование;
  - Поисково-оценочные работы — комплекс структурно-геологических, геофизических и геохимических исследований с применением горных выработок и буровых скважин. По результатам этого этапа давалась оценка возможного промышленного значения выявленного месторождения (или отбраковывались проявления полезных ископаемых, не имеющие такого значения). При положительных результатах подсчитывались запасы категории С2, давалась количественная оценка прогнозных ресурсов полезных ископаемых, составлялось технико-экономическое обоснование о целесообразности продолжения дальнейших геологоразведочных работ.
3. Третья стадия геологоразведочных работ — предварительная разведка, в процессе которой определялось промышленное значение месторождения: устанавливались общие параметры месторождения, формы и размеры основных тел полезных ископаемых, основные особенности условий их залегания, качество и технологические свойства полезных ископаемых, предварительная характеристика условий разработки и т.п. По результатам проведённых работ подсчитывались по категориям С1, и С2 запасы полезных ископаемых, разрабатывались и утверждались временные кондиции на минеральное сырьё, составлялось технико-экономическое обоснование целесообразности проведения детальной разведки.
4. Четвёртая стадия — детальная разведка — осуществлялась только на месторождениях или отдельных их участках, промышленная ценность которых доказана предварительной разведкой. Последовательность проведения детальной разведки на каждом месторождении согласовывалась с заинтересованными горнодобывающими министерствами и ведомствами и осуществлялась в соответствии с планом промышленного освоения отдельных объектов и их частей. В результате детальной разведки месторождение должно было быть подготовлено для промышленного освоения в соответствии с требованиями к степени его изученности, установленными классификациями запасов месторождений и прогнозных ресурсов полезных ископаемых. Для месторождений твёрдых полезных ископаемых подсчёт запасов, выявленных в результате детальной разведки, производился по категориям А, В, С1 и С2.
5. Пятая стадия — доразведка месторождений — проводился в пределах горного отвода на недостаточно детально изученных частях месторождений полезных ископаемых, вовлечённых в промышленное освоение. Стадия включала работы по последовательному (в увязке с планами развития эксплуатационных работ) переводу запасов категорий С1 и С2, в более высокие категории, а также подсчёт вновь выявленных запасов.
6. Шестая стадия — эксплуатационная разведка — совмещается с проходкой горно-подготовительных выработок. Эксплуатационная разведка предшествует очистным работам и служит для обеспечения текущей добычи полезных ископаемых на разрабатываемых месторождениях. На данной стадии уточняются полученные при детальной разведке данные о морфологии, внутреннем строении, условиях залегания тел полезных ископаемых и их качестве.

По результатам геологоразведочных работ подсчитываются и утверждаются в установленном порядке запасы полезных ископаемых, производится прогнозная оценка минеральных ресурсов.
Геологоразведочные работы на нефть и газ состоят из двух этапов: поискового и разведочного. 
1. Поисковый этап подразделён на три стадии: 
  - А — Региональные геолого-геофизические работы. Включают мелкомасштабные геологические и структурно-геоморфологические съёмки в комплексе с геохимическими, гидрогеологическими и другими исследованиями, аэромагнитную и гравиметрическую съёмки, электроразведку и сейсморазведку, а также бурение опорных, параметрических и структурных скважин;
  - Б — Подготовка площадей (структур) к глубокому поисковому бурению. Включает структурную геологическую съёмку среднего и крупного масштабов, детальную сейсморазведку, в необходимых случаях также гравиразведку, электроразведку, газовую съёмку, структурное и параметрическое бурение, оценку прогнозных ресурсов и запасов категории С2;
  - В — Поиски месторождений (залежей). Данная стадия включает бурение, комплексные геолого-геофизические исследования и опробование поисковых скважин. По полученным на поисковом этапе результатам подсчитываются запасы категорий С1, и С2 и проводится предварительная геолого-экономическая оценка залежей и месторождений для обоснования проведения или прекращения дальнейших разведочных работ.
2. Задачей разведочного этапа является подготовка месторождения к разработке. Комплексными геофизическими и другими методами в пробурённых скважинах, изучается структура месторождения, выделяются продуктивные пласты, определяются возможные дебиты нефти, газа, конденсата, воды, пластовое давление и другие показатели. Данные показатели используются для проектирования разработки месторождения, обоснования капитальных вложений.

Геологоразведочные работы на подземные воды проводятся аналогично первым четырём стадиям для месторождений твёрдых полезных ископаемых, но с учётом специфичных для них условий формирования, особенностями залегания в недрах, техники и технологии извлечения и использования. В частности, в отличие от всех других видов полезных ископаемых, для подземных вод подсчитываются и утверждаются эксплуатационные запасы, измеряемые в единицах объёма, которые могут извлекаться при заданных условиях в единицу времени (м3/сутки, л/с и т.п.). Гидрогеологические исследования являются обязательной составной частью работ по изучению и разведке всех видов месторождений полезных ископаемых, так это позволяет определить степени их обводнённости, расчёта возможных притоков воды при разработке месторождений, решения вопросов об обеспечении водоснабжения проектируемых предприятий.
С 1970-х годов большое развитие получили геологоразведочные работы на морском шельфе (особенно на нефть, газ и россыпи тяжёлых минералов) и в глубоководных районах морей и океанов, где выявлены скопления железомарганцевых конкреций, полисульфидных руд, металлоносных рассолов и илов. Методика поисков и разведки полезных ископаемых на шельфе морей, дне морей и океанов находится в стадии становления и разработок.
Наряду с описанной выше последовательностью проведения геологоразведочных работ и многостадийностью, что, например, было принято в CCCP, применяются методы ускоренной разведки отдельных месторождений полезных ископаемых, имеющих важное народно-хозяйственное или коммерческое значение. В этом случае могут совмещаться стадии предварительной и детальной разведки, детальная разведка с проектированием предприятий по добыче полезных ископаемых.

## Геологоразведка в России
По состоянию на 2010 год содержимое недр только на 20% территории страны отражено государственными геологическими картами масштаба 1:200 000, отвечающими современным требованиям, при этом 55% территории нуждается в геологическом доизучении, а 25% - в выполнении всего современного комплекса работ по геологическому картированию. В 2018 году буровая установка LF-230 серии Boart Longyear направлена в Красноярский край к северу от полярного круга.
Согласно долгосрочной программе воспроизводства минерально-сырьевой базы России на 2005-2020 годы в геологические исследования  предлагается вложить около 540 млрд руб. бюджетных средств, из которых 47% приходится на геологоразведку углеводородов.
В России финансирование геологоразведки осуществляется как за счёт бюджетных средств, так и частными компаниями. В 2009 году объём бюджетного финансирования геологической разведки составил 18 931 млн руб. (в 2008 году — 21 975 млн руб.). По углеводородному сырью в 2009 году было всего разведано месторождений на 620 млн т, в 2008 году — на 589 млн т.
Общий объём инвестиций в геологоразведку в 2010 г. состоял из средств частных инвесторов, направленных непосредственно на геологоразведочные работы - научно-исследовательскую деятельность, оценочные, поисковые и разведочные работы на сумму 24.5 миллиарда рублей; на доразведку и мониторинг действующих месторождений – 6 миллиардов рублей; средства государственного бюджета – 5.4 миллиарда рублей. Средства бюджетов субъектов Федерации – 200 миллионов рублей. Итого совокупный объём инвестиций в геологоразведку составил 36.1 миллиарда рублей.